# Gare de Hédenge
La gare de Hédenge est une ancienne halte ferroviaire belge de la ligne 142, de Namur à Tirlemont située à Hédenge sur l'ancienne commune d'Autre-Église rattachée à celle de Ramillies, dans la province du Brabant wallon en Région wallonne.

## Situation ferroviaire
La gare de Hédenge se trouvait au point kilométrique (PK) 25,5 de la ligne 142, de Namur à Tirlemont via Éghezée et Ramillies entre les gares de Ramillies et Huppaye.

## Histoire
La ligne 142, mise en service en deux étapes en 1867 et 1869 est dotée d'une halte supplémentaire à proximité des villages de Hédenge, Énines et Molembais-Saint-Pierre ouverte le 3 novembre 1887.
En 1895, un bâtiment de gare est érigé à Hédenge.
Elle est fermée lorsque les trains de voyageurs de cette section sont supprimés le 20 novembre 1960. La ligne est fermée et déferrée dans les années 1970.

## Patrimoine ferroviaire

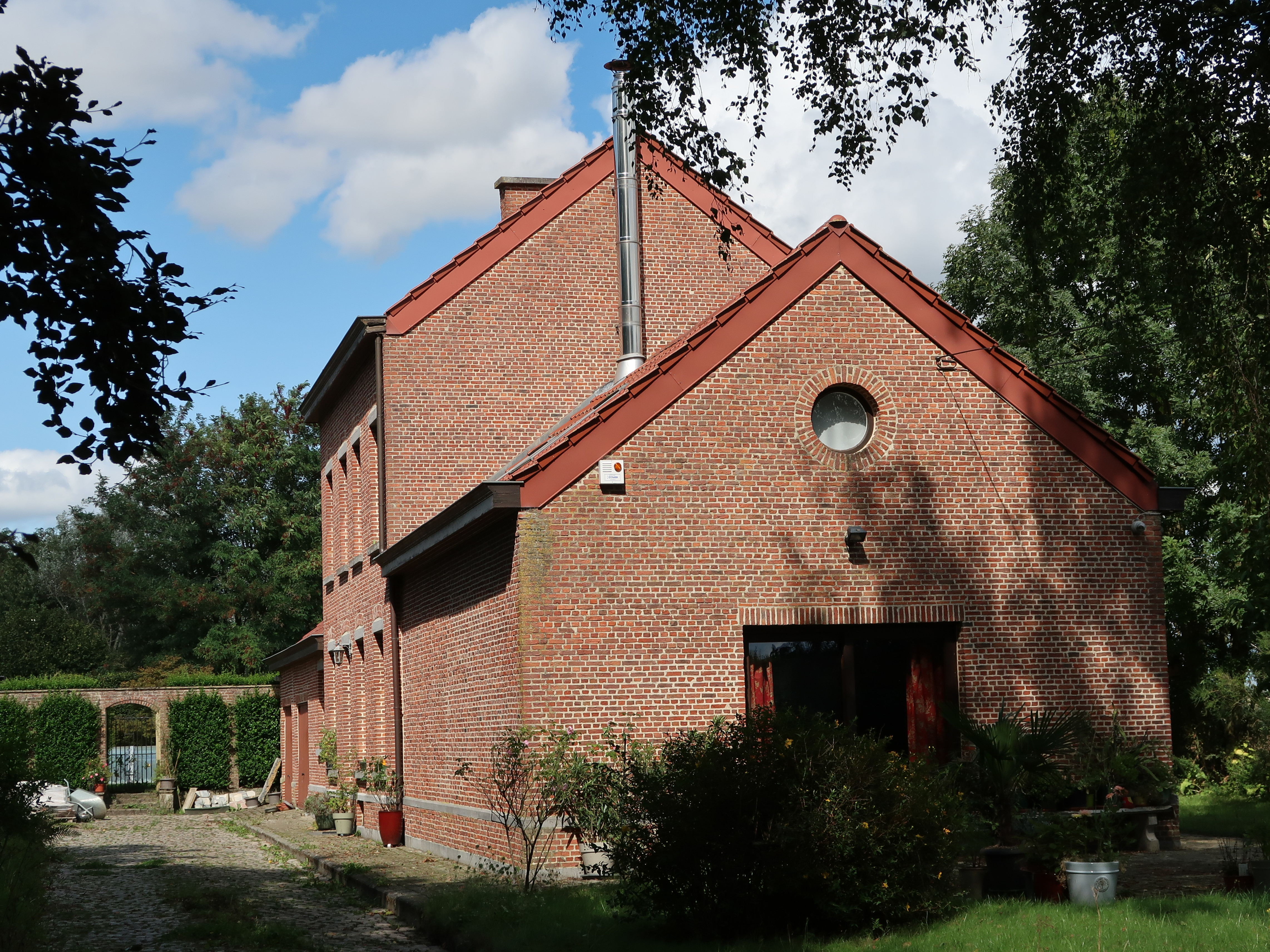
La gare en 2023

Reconverti en habitation sur un terrain privé, le bâtiment des recettes de Hédenge date de 1895. Il appartient au plan type 1893 dont il constitue une version simplifiée, avec des façades nues et plusieurs fenêtres absentes.